# Liste von Kraftwerken in Bolivien
Die Kraftwerke in Bolivien werden sowohl auf einer Karte als auch in Tabellen (mit Kennzahlen) dargestellt. Die Liste ist nicht vollständig.

## Installierte Leistung und Jahreserzeugung
Im Jahre 2012 lag Bolivien bzgl. der jährlichen Erzeugung mit 6,944 Mrd. kWh an Stelle 102 und bzgl. der installierten Leistung mit 1.365 MW an Stelle 119 in der Welt. Die installierte Leistung lag 2011 bei 1.221 MW, davon entfielen auf kalorische Kraftwerke 745 MW und auf Wasserkraftwerke 475 MW. Der Stromverbrauch stieg von 2,7 Mrd. kWh im Jahre 1996 auf 6,2 Mrd. kWh im Jahre 2011. Bis 2022 soll sich der Stromverbrauch auf 13,7 Mrd. kWh erhöhen.

## Karte
| Bulo |

| Carrasco |

| Chojlla |

| Corani |

| del Sur |

| El Alto |

| Entre Rios |

| Guaracachi |

| Misicuni |

| S. Isabel |

| Valle Hermoso |

| Warnes |

| Yanacachi |

## Kalorische Kraftwerke
In der Tabelle sind nur Kraftwerke mit einer installierten Leistung > 80 MW aufgeführt.
| Name des Kraftwerks | Inst. Leistung (MW) | Brennstoff | Status     |
| ------------------- | ------------------- | ---------- | ---------- |
| Aranjuez            | 036,7               | Erdgas     | in Betrieb |
| Bulo Bulo           | 090                 | Erdgas     | in Betrieb |
| Carrasco            | 152,6               | Erdgas     | in Betrieb |
| del Sur             | 160                 | Erdgas     | in Betrieb |
| El Alto             | 080                 | Erdgas     | in Betrieb |
| Entre Rios          | 120                 | Erdgas     | in Betrieb |
| Guaracachi          | 350                 | Erdgas     | in Betrieb |
| Karachipampa        | 014,4               | Erdgas     | in Betrieb |
| Santa Cruz          | 042,3               | Erdgas     | in Betrieb |
| Valle Hermoso       | 167                 | Erdgas     | in Betrieb |
| Warnes              | 200                 | Erdgas     | in Betrieb |

## Solarkraftwerke
| Name des Kraftwerks | Inst. Leistung (MWp) | Typ          | Status     |
| ------------------- | -------------------- | ------------ | ---------- |
| Cobija              | 5                    | Photovoltaik | in Betrieb |
| Uyuni               | 60                   | Photovoltaik | in Betrieb |
| Yunchará            | 5                    | Photovoltaik | in Betrieb |

## Wasserkraftwerke
In der Tabelle sind nur Wasserkraftwerke mit einer installierten Leistung > 20 MW aufgeführt.
| Name des Kraftwerks | Inst. Leistung (MW) | Fluss        | Status     |
| ------------------- | ------------------- | ------------ | ---------- |
| Chojlla             | 38,4                | Río Taquesi  | in Betrieb |
| Corani              | 45                  | Corani-See   | in Betrieb |
| Misicuni            | 120                 | Río Misicuni | in Betrieb |
| San Jacinto         | 8                   |              | in Betrieb |
| Santa Isabel        | 93,4                | Corani-See   | in Betrieb |
| Yanacachi           | 51,1                | Río Taquesi  | in Betrieb |

## Windparks
Laut The Wind Power ist in Bolivien zurzeit (Stand Oktober 2015) 1 Windpark erfasst.
| Name des Windparks | Inst. Leistung (MW) | Anzahl | Status     |
| ------------------ | ------------------- | ------ | ---------- |
| Qollpana           | 3                   | 2      | in Betrieb |